# Mexicano de Tetela del Volcán
El mexicano de Tetela del Volcán (autoglotónimo: mexikano) o mexicano de Morelos es la variedad del idioma náhuatl o mexicano hablada por los nahuas en varios municipios del norte del estado de Morelos, principalmente el de Tepoztlán y Tetela del Volcán.
Las variantes del estado de Morelos presentan una serie de cambios muy sutiles en cuanto a cambios fonológicos y morfonémicos; para los investigadores de Ethnologue y Grottolog sólo merece ser clasificado aparte el náhuatl de Tetelcingo mientras que las otras tres variantes que considera el INALI las agrupa bajo el código ISO 639-3 nhm.
Más que ser nombrado "náhuatl de Tetela del Volcán" (por el municipio) debería ser nombrado por el poblado más representativo: San Andrés Hueyapan, aunque también se encuentran hablantes en las comunidades de Tepeyehualco y Tlalmimilulpan, con los que suma alrededor de 1637 hablantes en el municipio. Además, en esta variante debe incluirse a los 894 hablantes de Santa Catarina y los 348 en la cabecera del municipio de Tepoztlán.

## Historia
Esta variante tradicionalmente es asociada al náhuatl clásico y al del sur del Distrito Federal. El gobierno del estado de Morelos y la Secretaría de Educación Pública (SEP) han seguido castellanizando a las comunidades nahuas, simulando una educación bilingüe.
Han hecho traducciones y algunos textos gratuitos en su lengua materna que no sirven de mucho para su desarrollo en la educación en náhuatl, como en las comunidades de Cuentepec, Xoxocotla o Hueyapan.
Los estudios más notables los realizaron durante los sesenta y setenta Fernando Horcasitas y Yolanda Lastra sólo para el ámbito académico; durante la primera década de este siglo la zona ha sido estudiada sólo con ese interés, pero no para revitalizar y comprender mejor los procesos de desplazamiento lingüístico.

## Literatura
En 1937 Apolonio H. Escalada recopila la leyenda de tradición oral del tepozteco, la ortografía que aparece en el texto era la que en ese momento usaban los académicos. Parte medular del relato describe el nacimiento del héroe, quien resulta ser un niño con capacidades extraordinarias, que es capaz de llevar al monte una campana gigante que hace que en “el Tepozteco” (la montaña) tengan las piedras una sonoridad especial y que el sonido se esparza libremente por largas distancias. De este texto extraemos el siguiente fragmento:

Pipiltzintli ye omohuepahuaya. Ye cualli omoahahultiaya ithualco; ye cualli oquizaya xolalpa, ipan ohtli, ihuan yoquimatia thahtoz.
Ihuan tlacapa amo oteilhuiaya “tata”, zan oteilhuiaya “coltzin”. Ocualanihuaya ihuan oquiilhuihque:
—¿Tlen ipampa tinechilhuia “coltzin”, ihuan nehua nimotata?
Noihqui in piltzintli oteilhuiaya zoapa “cihtzin”, ihuan inintzin oquiilhuihque:
—Tinechilhuia “cihtzin”, ihuan nehua nimonana.
Piltontli oteimilhui:
—Nehua namechmolhuilia “coltzin” ihuan “cihtzin”, ipampa amo nianmoconetzin.
—¿Quen ticmati, tla amo titoconetzin?
—Tla xicmocilican. Nocoltzin onechmopehpenihque ipan inepantlahtian atlahtli. Onitzahtzihtaya ihtec toptli, ipampa onapizmictaya.
El niño ya iba creciendo, ya podía andar jugando por el patio, ya podía salir a la calle, por el camino y ya podía hablar.
Y al señor no le decía “papá”, nomás le decía “abuelo”, se molestaba, se enojaba y le dijo:
—¿Por qué causa me dices “abuelo”, siendo yo tu padre?
Lo mismo el niño le decía a la señora “abuela” y esta señora le dijo al niño:
—Me dices “abuela” siendo yo tu madre.
El niño les dijo:
—Yo les llamo “abuelo” y “abuela” porque yo no soy hijo de ustedes.
—¿Cómo sabes qué tú no eres hijo nuestro? 
—Miren ustedes, mi abuelo me encontró en medio de la barranca. Allí estaba llorando dentro de una caja, porque estaba muriéndome de hambre.
El Tepozteco, Apolonio H. Escalada, 1937:280.